# Campionati del mondo di ciclismo su pista 2022 - Chilometro a cronometro
La gara di chilometro a cronometro maschile ai Campionati del mondo di ciclismo su pista 2022 si è svolta il 14 ottobre 2022. Vi hanno partecipato 25 atleti da 17 nazioni.

## Podio
| Pos.    | Atleta             | Nazione     |
| ------- | ------------------ | ----------- |
| Oro     | Jeffrey Hoogland   | Paesi Bassi |
| Argento | Melvin Landerneau  | Francia     |
| Bronzo  | Alejandro Martínez | Spagna      |

## Risultati

### Qualificazioni[3]
| Posizione | Atleta                     | Nazione       | Tempo    | Gap    | Note |
| --------- | -------------------------- | ------------- | -------- | ------ | ---- |
| 1         | Jeffrey Hoogland           | Paesi Bassi   | 58.294   |        | Q    |
| 2         | Matteo Bianchi             | Italia        | 59.460   | +1.166 | Q    |
| 3         | Melvin Landerneau          | Francia       | 59.549   | +1.255 | Q    |
| 4         | Maximilian Dörnbach        | Germania      | 59.750   | +1.456 | Q    |
| 5         | Yuta Obara                 | Giappone      | 59.796   | +1.502 | Q    |
| 6         | James Hedgcock             | Canada        | 59.880   | +1.586 | Q    |
| 7         | Nick Kergozou              | Nuova Zelanda | 59.930   | +1.636 | Q    |
| 8         | Alejandro Martínez         | Spagna        | 59.938   | +1.644 | Q    |
| 9         | Xue Chenxi                 | Cina          | 1:00.143 | +1.849 |      |
| 10        | Marc Jurczyk               | Germania      | 1:00.386 | +2.092 |      |
| 11        | Robin Wagner               | Rep. Ceca     | 1:00.535 | +2.241 |      |
| 12        | Cristian Ortega            | Colombia      | 1:00.595 | +2.301 |      |
| 13        | Patryk Rajkowski           | Polonia       | 1:00.598 | +2.304 |      |
| 14        | Ryan Dodyk                 | Canada        | 1:00.780 | +2.486 |      |
| 15        | Quentin Lafargue           | Francia       | 1:00.969 | +2.675 |      |
| 16        | Liu Qi                     | Cina          | 1:01.060 | +2.766 |      |
| 17        | Santiago Ramírez           | Colombia      | 1:01.061 | +2.767 |      |
| 18        | Muhammad Fadhil Mohd Zonis | Malaysia      | 1:01.211 | +2.917 |      |
| 19        | Davide Boscaro             | Italia        | 1:01.276 | +2.982 |      |
| 20        | Tomáš Bábek                | Rep. Ceca     | 1:01.603 | +3.309 |      |
| 21        | Juan Ruiz                  | Messico       | 1:01.669 | +3.375 |      |
| 22        | Andrey Chugay              | Kazakistan    | 1:01.850 | +3.511 |      |
| 23        | José Moreno Sánchez        | Spagna        | 1:02.054 | +3.760 |      |
| 24        | David Elkathchoongo        | India         | 1:02.618 | +4.324 |      |
| 25        | Jean Spies                 | Sudafrica     | 1:02.747 | +4.453 |      |

### Finale[4]
| Posizione | Atleta              | Nazione       | Tempo    | Gap    | Note |
| --------- | ------------------- | ------------- | -------- | ------ | ---- |
| 1         | Jeffrey Hoogland    | Paesi Bassi   | 58.106   |        |      |
| 2         | Melvin Landerneau   | Francia       | 59.568   | +1.462 |      |
| 3         | Alejandro Martínez  | Spagna        | 59.871   | +1.765 |      |
| 4         | Maximilian Dörnbach | Germania      | 59.984   | +1.878 |      |
| 5         | Matteo Bianchi      | Italia        | 1:00.012 | +1.906 |      |
| 6         | Yuta Obara          | Giappone      | 1:00.175 | +2.069 |      |
| 7         | Nick Kergozou       | Nuova Zelanda | 1:00.340 | +2.234 |      |
| 8         | James Hedgcock      | Canada        | 1:00.363 | +2.257 |      |